# Iluzija
Iluzíja (latinsko illusio - utvara, samoprevara, slepilo) je popačenje čutnega zaznavanja. Vsako človeško čutilo lahko zapeljejo iluzije, najbolj znane pa so optične iluzije. Nekatere iluzije so subjektivne. Različni ljudje zaznavajo iluzije različno ali pa tudi sploh ne.